# Sommet du G7 de 2016
Le sommet du G7 2016 a eu lieu les 26 et 27 mai 2016 à Shima (dans la préfecture de Mie) au Japon. Il a réuni les participants permanents du sommet du G7 2015 (Allemagne), les États-Unis, le Royaume-Uni, le Canada, la France, l'Allemagne, l'Italie et le Japon. Le FMI, l'ONU et l'OCDE étaient également représentés.

## Composition et mission du G7
Le sommet du G7 est un forum qui joue un rôle important dans la formulation de réponses mondiales aux défis planétaires, en complément de la coordination économique assurée par le G20. Il réunit les dirigeants de l'Allemagne, du Canada, des États-Unis, de la France, de l'Italie, du Japon, du Royaume-Uni et de l'Union européenne.

## Représentants des participants permanents
| Participants au G7 de Shima   |                  |                     |                            |
| Membres                       | Membres          | Représenté par      | Fonction                   |
| Drapeau du Canada             | Canada           | Justin Trudeau      | Premier ministre           |
| Drapeau de la France          | France           | François Hollande   | Président                  |
| Drapeau de l'Allemagne        | Allemagne        | Angela Merkel       | Chancelière fédérale       |
| Drapeau de l'Italie           | Italie           | Matteo Renzi        | Président du Conseil       |
| Drapeau du Japon              | Japon            | Shinzō Abe          | Premier ministre           |
| Drapeau du Royaume-Uni        | Royaume-Uni      | David Cameron       | Premier ministre           |
| Drapeau des États-Unis        | États-Unis       | Barack Obama        | Président                  |
| Drapeau de l’Union européenne | Union européenne | Jean-Claude Juncker | Président de la Commission |
| Drapeau de l’Union européenne | Union européenne | Donald Tusk         | Président du Conseil       |

## Galerie des dirigeants invités

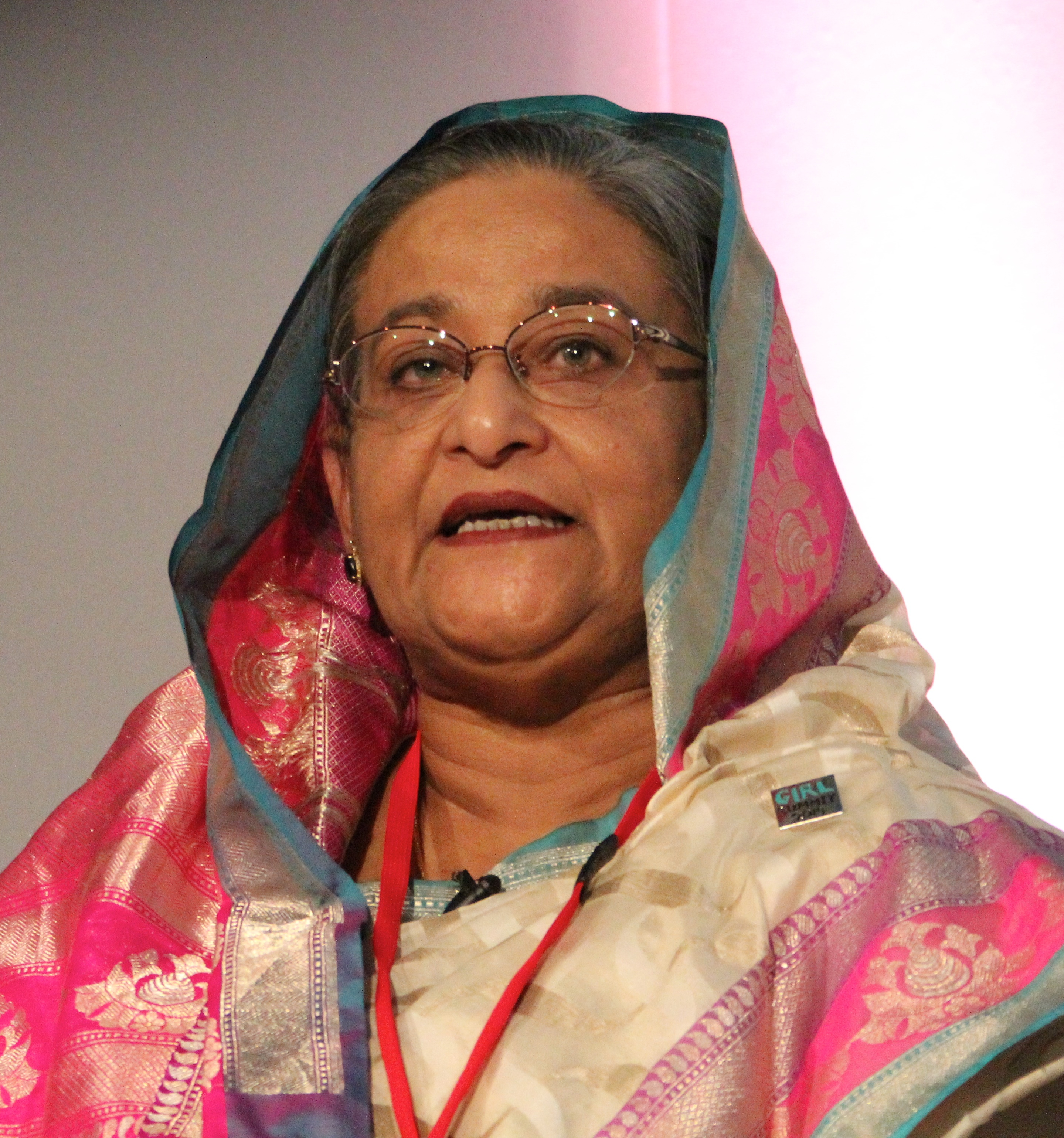
Bangladesh Sheikh Hasina, Première ministre
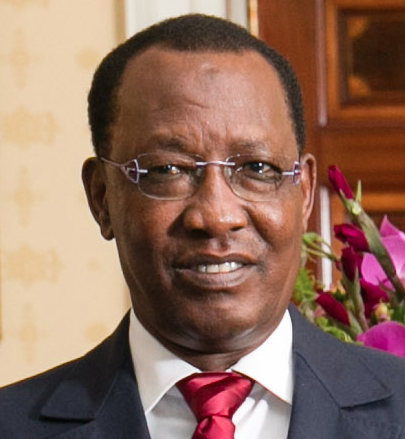
Tchad Idriss Déby, Président
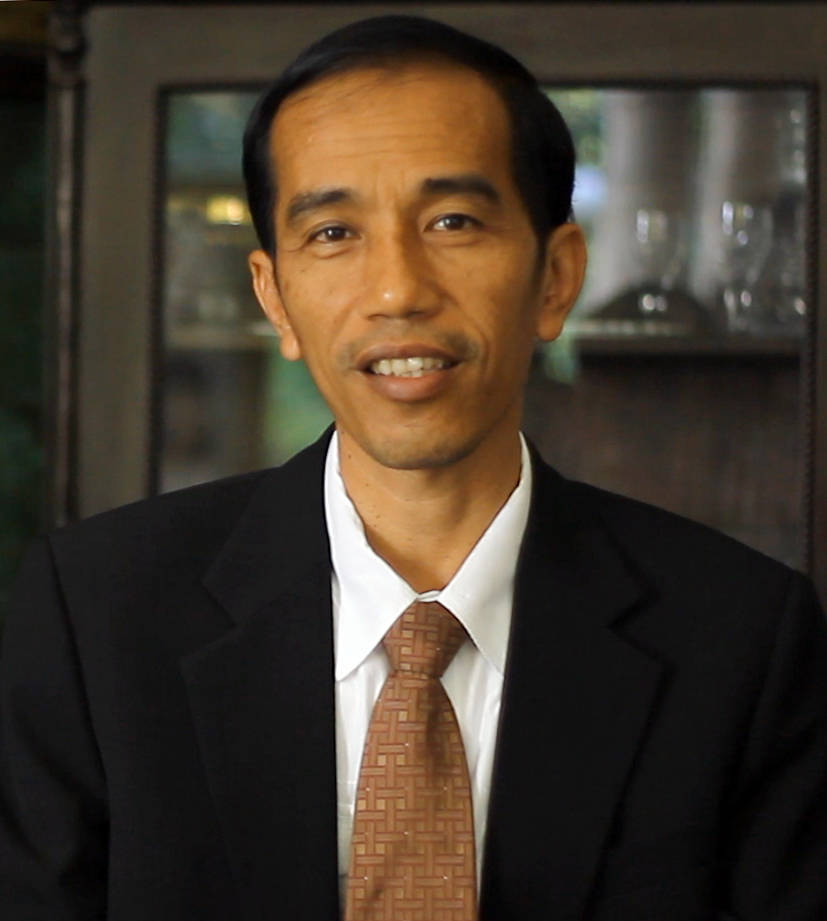
Indonésie Joko Widodo, Président
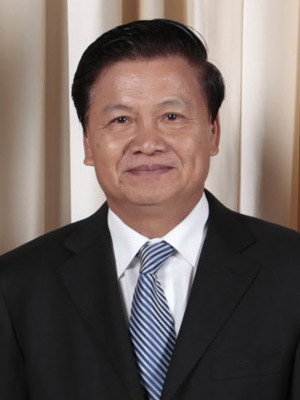
Laos Thongloun Sisoulith, Premier ministre
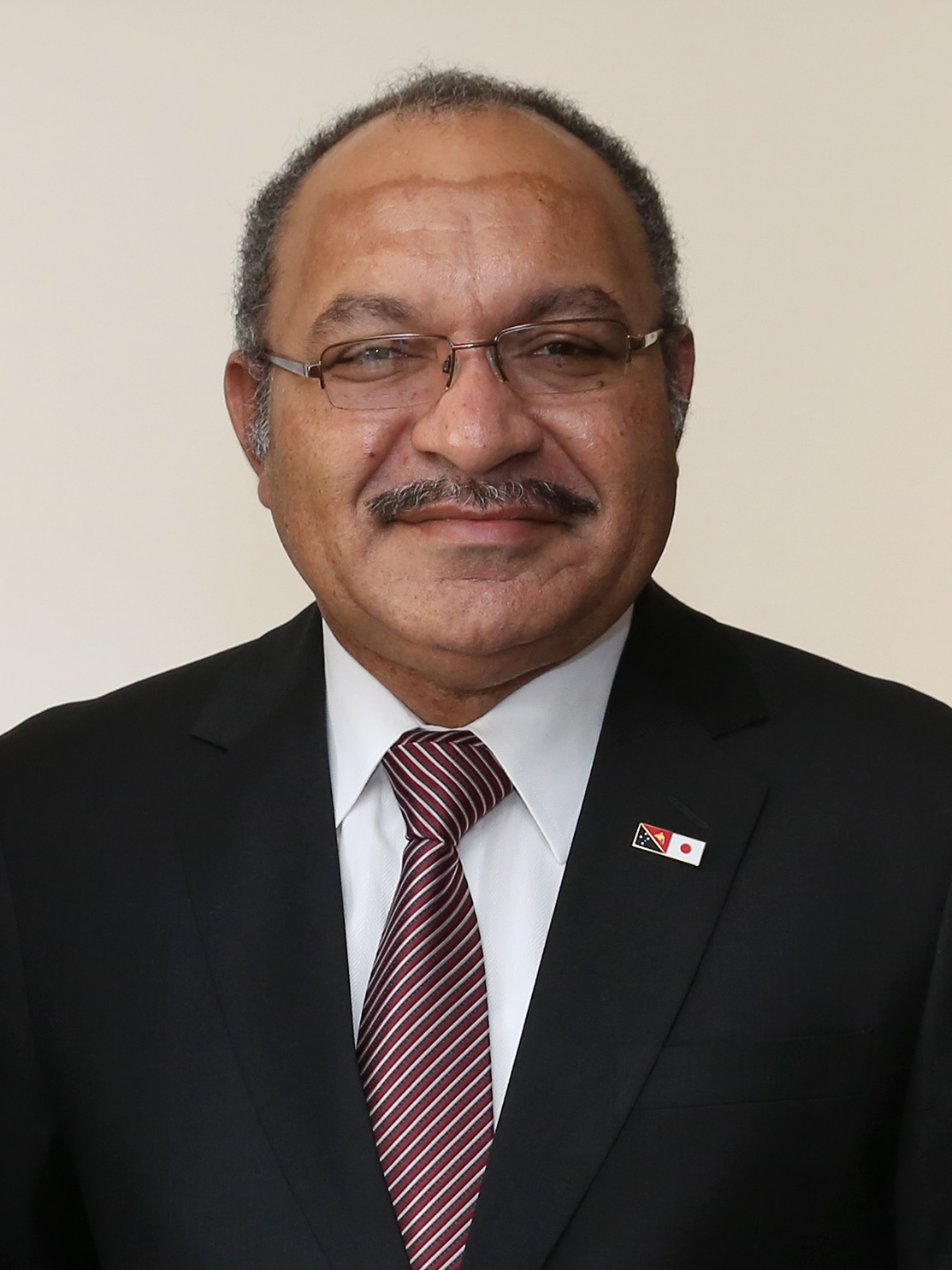
Papouasie-Nouvelle-Guinée Peter O'Neill, Premier ministre
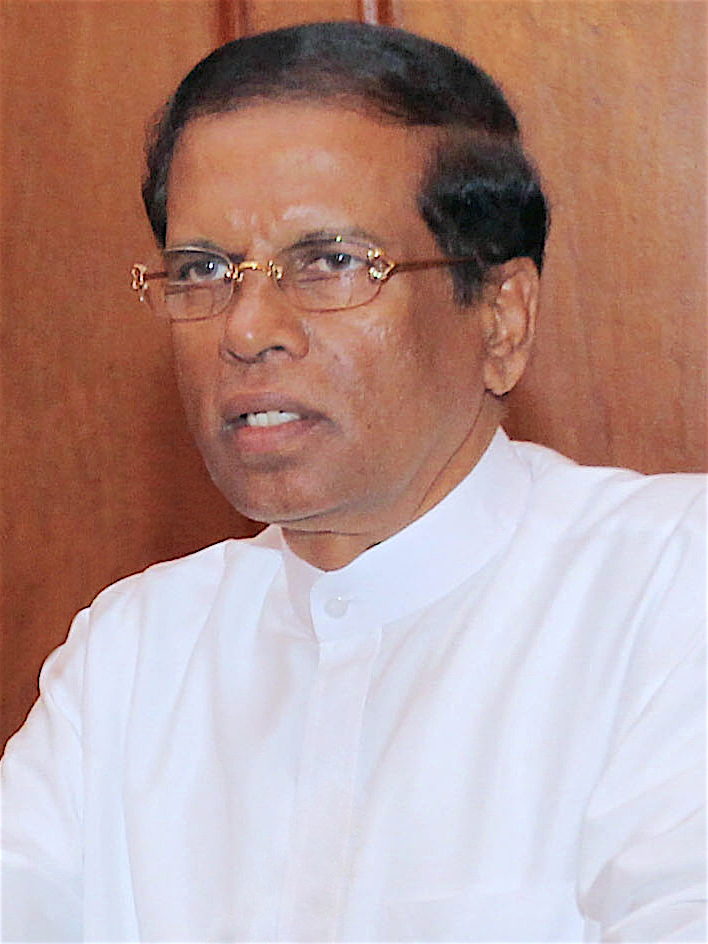
Sri Lanka Maithripala Sirisena, Président
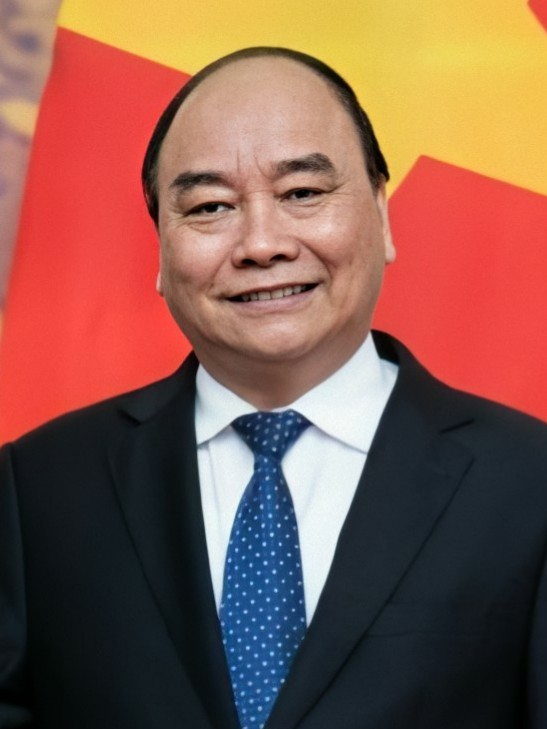
Viêt Nam Nguyễn Xuân Phúc, Premier ministre
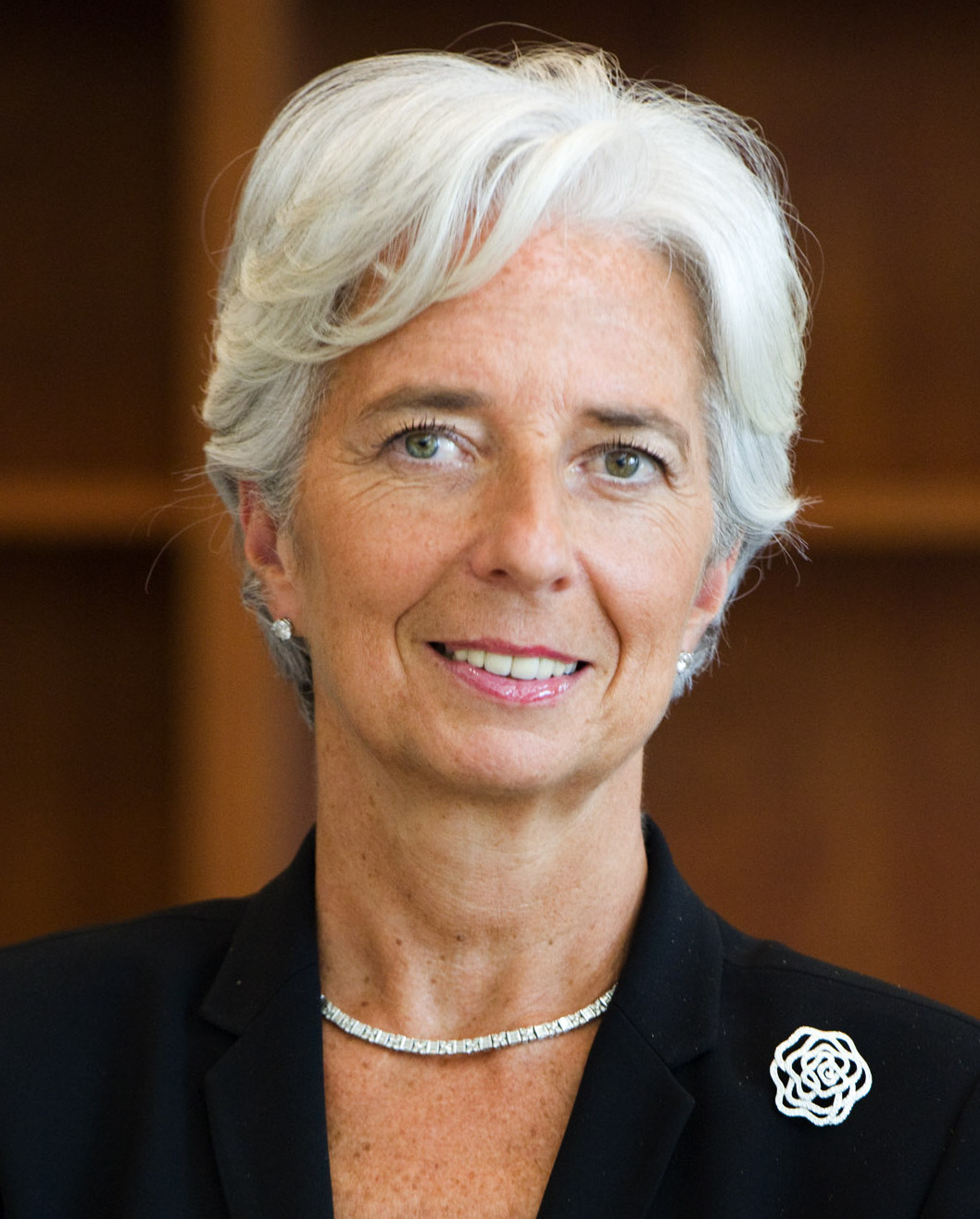
Fonds monétaire international Christine Lagarde, Directrice générale
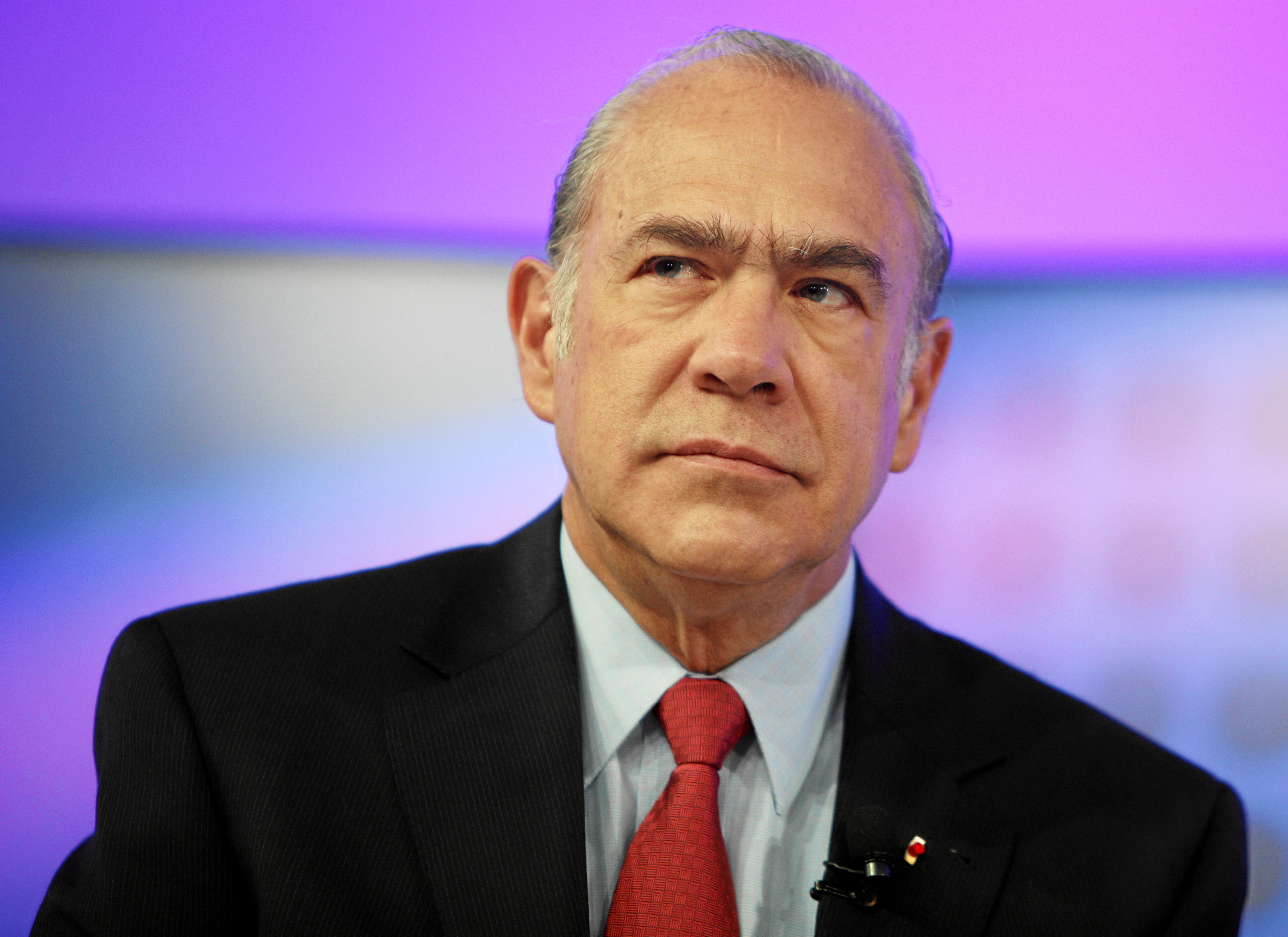
OCDE José Ángel Gurría, Secrétaire général
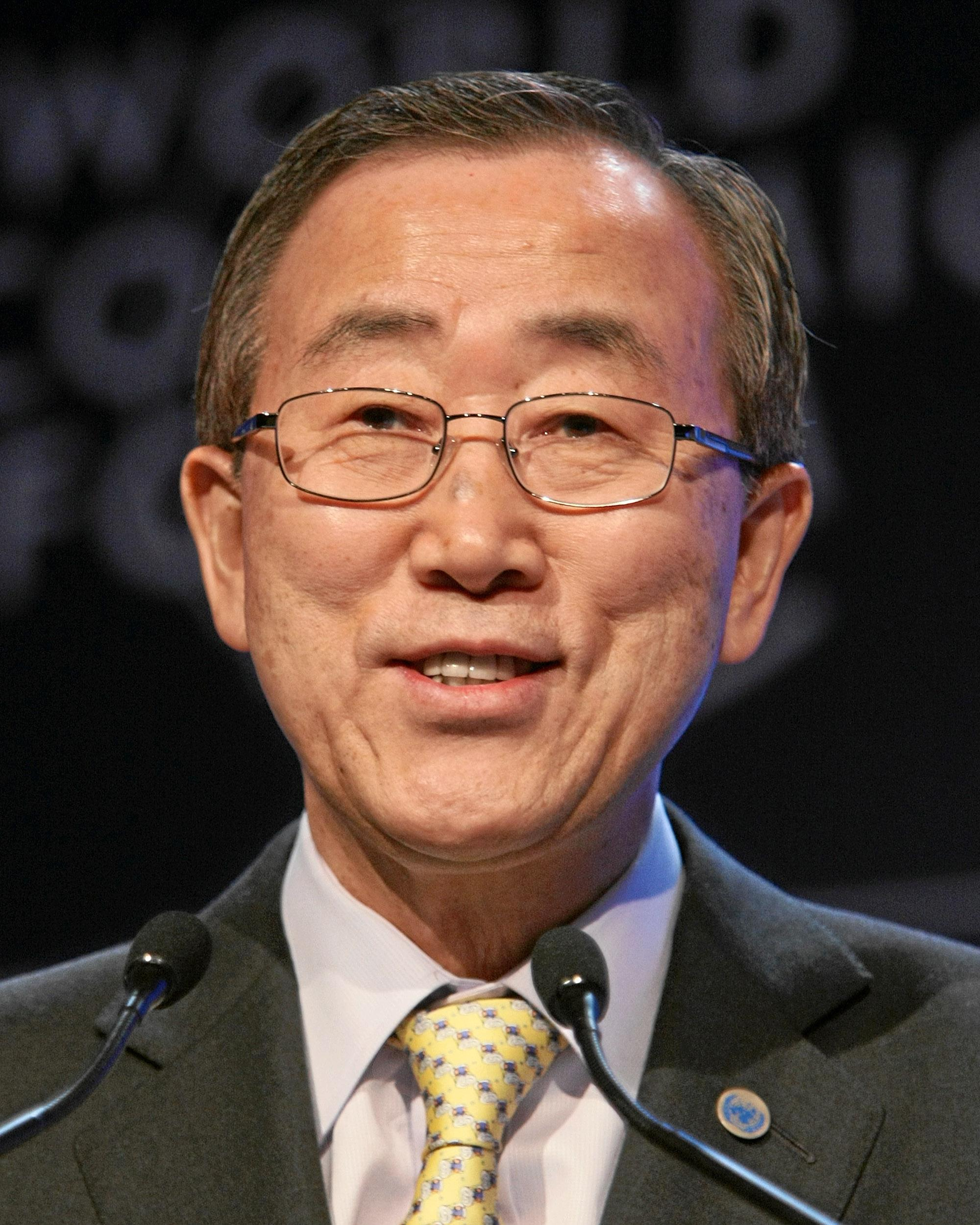
ONU Ban Ki-moon, Secrétaire général
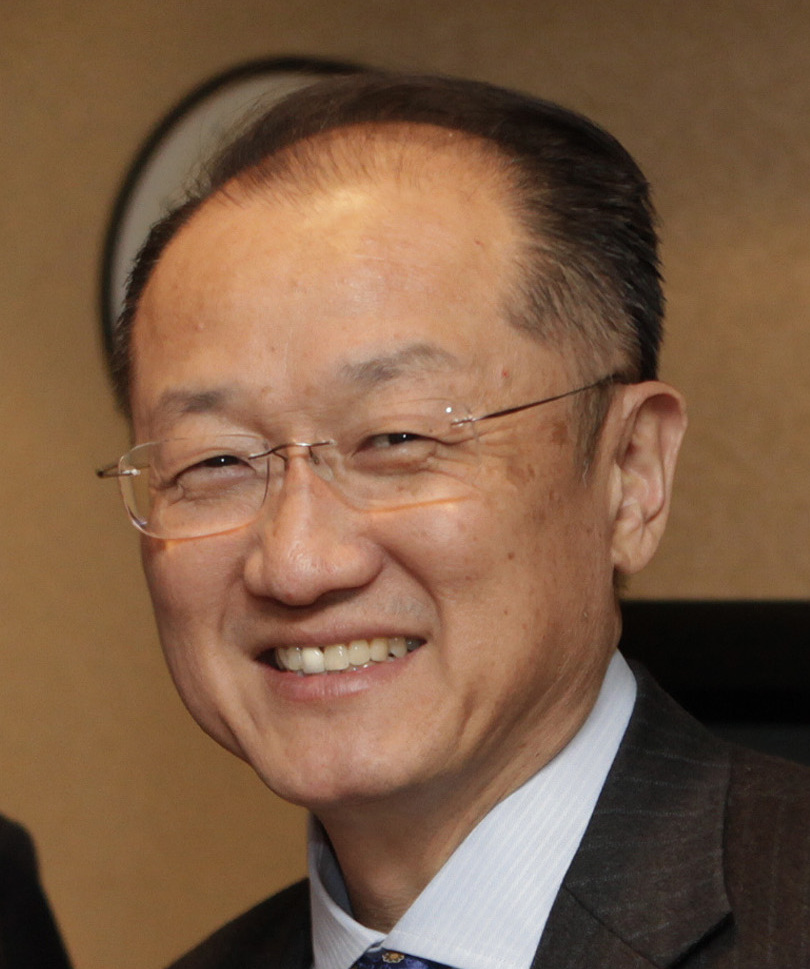
Banque mondiale Jim Yong Kim, Président

## L’objectif
L’objectif du Premier ministre (Shinzō Abe) est de montrer aux principaux dirigeants mondiaux, un pays riche d’histoire et de tradition ainsi que la beauté de sa nature. La ville d’Ise abrite l'un des sanctuaires les plus importants du Japon et la péninsule de Kii est une région montagneuse réputée, comprenant des chemins de pèlerinage classés à l’Unesco. Il s'agit également de faire accepter par le G7 la politique économique de Shinzo Abe.

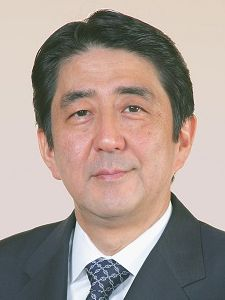
Shinzō Abe Premier ministre du Japon.

## Lieu du sommet

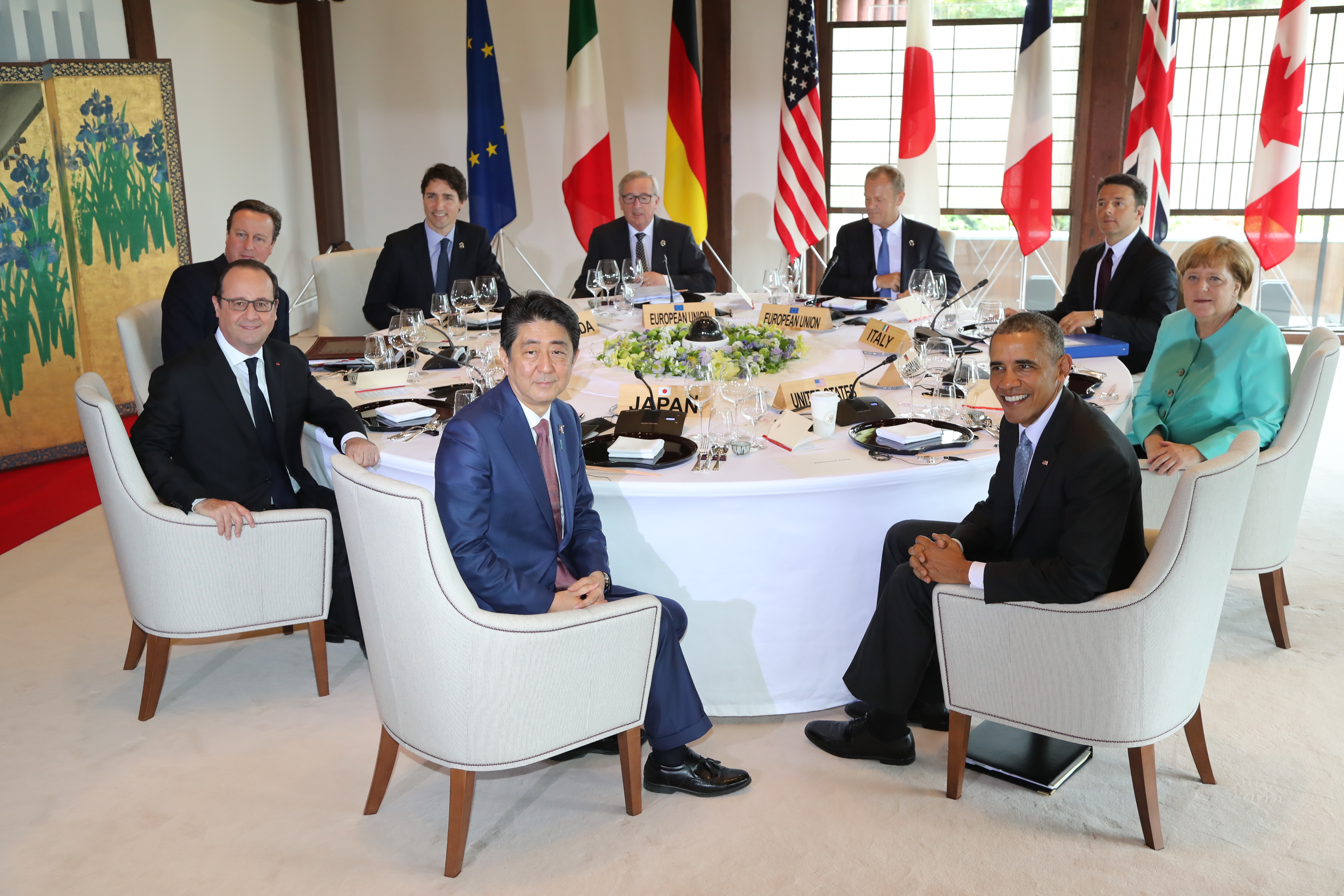
Réunion de travail à Tokyo.

C’est la 5e fois que le Japon accueille le sommet du G7. La capitale, Tōkyō, a été choisie en 1979, 1986 et 1993. Puis cela a été au tour de Nago, préfecture d’Okinawa, en 2000 et de Tōyako, Préfecture de Hokkaidō, en 2008.

## L'Union européenne
Le rôle de l'UE se limitait à ses domaines de compétence exclusive, mais ce rôle a pris de l'importance au fil du temps. L'UE a été progressivement intégrée à tous les débats politiques à l'ordre du jour du sommet et, depuis le sommet d'Ottawa (1981), elle participe à toutes les séances de travail du sommet.
L’UE assume toutes les responsabilités d'un membre. Le communiqué du sommet est politiquement contraignant pour tous les membres du G7.
La rotation de la présidence est la suivante : Japon en 2016, Italie en 2017, Canada en 2018, France en 2019 et États-Unis en 2020.